# 徐世淳
徐世淳（1585年6月4日—1641年6月2日），字中明，號弟之，浙江嘉興府嘉興縣人，明朝政治人物。

## 生平
徐世淳是萬曆二十年進士徐必達之子，在萬曆四十六年（1618年）中浙江鄉試舉人第九十二名，崇禎四年（1631年）會試中副榜，授建德教諭，未赴任在京忽然七天心動，馳歸回家發現父親病重，每天親自服侍湯藥，父親逝世後遺產都讓弟弟姪子，七年（1634年）服闋後改任永嘉教諭，十年（1637年）改以《易經》參加會試卻下第，同年三月陞重慶推官，十月赴任，十二年（1639年）任四川鄉試同考官。十三年（1640年）冬天，他改任隨州知州，當時隨州曾被流賊剽掠，居民蕭然，他得知賊人必定會再來，因此召集士民在關羽祠前誓師死守，並濬通濠溝、開拓羊馬牆外廓，適逢饑荒，士兵都要在粥廠就食，他嘆息：「怎可以令士兵沮喪失禮？」分出糧食賑濟，士兵皆感到愉悅；潰兵經過隨州索餉，他命士兵登城，自己獨自入見軍帥，說：「軍食不供是官員的罪，殺我已經足夠，請械送我見督師。」軍帥無言以對，聚集部下離去。
十四年（1641年）張獻忠攻陷襄陽後來攻隨州，徐世淳寢食都在南城譙樓晝夜固守，三次向湖廣荊西道參政趙振基告急，對方不予理睬，巡撫宋一鶴遣兵支援，又被駐守承天府的官員徵用，對峙月多後食盡援絕；獻忠部下急攻南城，暗中命士兵自北城潛入，他就命令兒子徐肇梁埋印在公署後，自己勒馬巷戰，賊人威脅他下馬，他大罵：「有死城州官，無下馬州官！」飛箭穿過他的面頰，耳鼻橫斷，墜馬後遭亂刀斬死，賊人離去後三天，妾侍倪氏、僕人祁繼成與吳縣人石琳尋獲他的遺骸殮葬，朝廷得知後追贈太僕寺少卿，賜祭葬建祠，以肇梁祔廟，著有《易說春秋會編》，清朝乾隆四十一年（1776年）賜諡烈愍，又因孫子徐嘉炎顯貴追贈內閣學士兼禮部侍郎。

## 家族
- 高祖父：徐瓚[8]，廣東潮州府海陽縣闢望司巡檢[9]
- 曾祖父：徐鏜[8]，贈應天府府尹[9]
- 祖父：徐學周[8]，嘉靖四十三年舉人，廣東雷州府同知，鄉飲大賓，贈應天府府尹[9]
- 父親：徐必達，萬曆二十年進士，南京兵部左侍郎，贈兵部尚書[9]
- 母親：贈淑人陳氏，陳所學女[9]
- 弟弟：徐世濂、徐世湜、徐世濬（出繼叔祖父徐學曾子徐可進為後）、徐世淯、徐世㳂、徐世澂、徐世湰[9]

### 妻妾
- 正室贈夫人戴氏，戴元鎔女[1]
- 繼室贈夫人包氏，包應登女[1]
- 妾趙氏，與丈夫家屬十八人一同殉難，抱著幼女申姑大罵賊人而死[2]
- 妾王氏，與丈夫家屬十八人一同殉難[2]
- 妾倪氏，丈夫殉難後守寡至六十多歲才去世[2]

### 子女
- 長子徐肇森，母夫人戴氏，崇禎三年鄉試副榜[1]
  - 孫徐嘉炎，康熙十八年博學宏詞[1]
- 次子徐肇梁，母夫人戴氏，廩生[1]，流寇攻城後呼喚州人告知埋印處，之後哭罵著抱起父親屍體，賊人也殺死他，屍體無法尋獲，追贈國子助教[2]
- 三子徐彬，母夫人戴氏，恩貢生[1]
- 四子徐善，母夫人包氏，府學生[1]、戲曲家
- 長女徐氏，母夫人包氏，夫監生姚浤（姚以亮子）[1]
- 次女徐氏，母夫人包氏，夫陳之邁（陳祖苞子）[1]
- 幼女徐申姑[2]

## 引用
1. 1 2 3 4 5 6 7 8 9 10 11  乾隆《嘉興徐氏族譜·卷三》：十一世……世淳 字中明，號弟之 居報忠坊蓮花橋，萬厯戊午舉人，仕至湖廣隨州知州，流賊䧟城殉難，卹贈中順大夫、太僕寺少卿，賜祭葬建祠蔭子，崇祀鄉賢，以孫嘉炎貴贈通奉大夫、內閣學士兼禮部侍郎。生萬厯十三年乙酉五月初八日，殉難于崇禎十四年辛巳四月二十五日，享年五十七，葬感七都荒字圩 配戴氏 本縣戴教授元鎔女，贈恭人又贈夫人。生萬厯十三年乙酉六月二十六日，卒萬厯四十二年甲寅八月初三，享年三十，合葬賜塋。出子三，肇森、肇梁、彬 繼包氏 仁和包副使應登女，贈夫人。生萬厯三十年壬寅九月十六日，卒順治二年乙酉八月十六日，享年四十四，合葬賜塋。子一，善，女一適姚太守以亮子監生浤，一適陳尚書祖苞子之邁……十二世 肇森 字質可，號右龍 徙五龍橋，蔭生，崇禎庚午副榜，以子嘉炎貴贈通奉大夫、內閣學士兼禮部侍郎。生萬厯卅二年甲辰六月初一日，卒順治三年丙戌六月二十六日，享年四十三，葬長水都日字圩。 配金氏 金貢生壽明女，贈夫人…… 十三世……嘉炎 字勝力，號華隱 居五龍橋，徙接官亭，由副榜徵試博學宏詞科，入翰林仕至內閣學士兼禮部侍郎，加一級封通奉大夫，賜祭葬。生崇禎四年辛未十二月十三日，卒康熙四十二年癸未八月初六日，葬德三都果字圩
2. 1 2 3 4 5 6 7  光緒《嘉興縣志·卷二十·人物志》：徐必達，字德夫，學周子，萬厯二十年進士……子世淳傳見後，世濬在孝義傳，世湜字中粹……世堉貢生……世濂有才名，早卒。……徐世淳，字中明，必達子，萬厯四十六年舉人，授建德教諭未赴，在京忽心動七畫夜，馳歸而父病革，侍湯藥浹旬，父沒遺產悉讓弟姪，服除起補永嘉，尋以會試副榜擢重慶府推官，崇禎十三年改隨州知州。張獻忠奔突襄鄧閒，州嘗被陷，世淳知賊必復至，濬濠塹、拓羊馬牆為外郛，集士民誓以死守。會歲大荒，士多就食粥廠，嘆曰：「可使士以餒失禮乎？」分粟振之。潰兵過隨索餉，世淳授兵登陴，而單騎入見軍帥曰：「軍食不供，有司罪也。殺我足矣，請械我以見督師。」帥氣奪，斂眾去。明年賊陷襄陽，悉眾壓境，世淳登陴固守，三使告急于郢巡道趙某趙不顧，巡撫宋一鶴發兵來援，趙又留勿遣，相持月餘，食盡援絕。賊急攻南城，而潛墮北城以入，世淳勒馬巷戰，賊脅之下，罵曰：「有死城州官，無下馬州官！」飛矢貫其頤，眼鼻橫斷，墜馬罵不絕口死；仲子肇梁抱父尸且哭且罵，賊併殺之。世淳先命肇梁埋印廨後，臨死呼州人告以處，後掘地得之；世淳妾趙氏、王氏暨家屬十八人皆死賊驅，趙不出殺所抱幼女申姑，斷其八指，罵益厲死之，又妾倪氏匿而得免，寇去三日與僕人祁繼成等求遺骸，適吳人石琳偕之往，得世淳尸殮之 伊志，案倪時二十七，苦節至六十餘卒 ，趙與申姑抱不解，遂并棺殮；肇梁尸卒不得，長子肇森詣闕以聞，贈太僕少卿，賜祭葬恩蔭，建祠以肇梁附，國朝乾隆四十一年賜諡烈愍。世淳四子，肇梁居次，字文可，廩生，贈國子助教，肇森、彬均在孝義傳，善在文苑傳  《欽定勝朝殉節諸臣錄》，參《明史》本傳、《湖廣通志》及《徵獻錄》 。
3. ↑  《明史·卷二百九十二·列傳第一百八十　忠義四》：徐世淳，字中明，秀水人。父必達，字德夫，萬曆二十年進士。……世淳，崇禎中舉人。十三年冬，歷隨州知州。州嘗被賊，居民蕭然。世淳知賊必復至，集士民誓以死守。會歲大荒，士多就食粥廠，嘆曰：「可使士以餒失禮乎？」分粟振之。潰兵過隨索餉，世淳授兵登陴，而單騎入見軍帥曰：「軍食不供，有司罪也。殺我足矣，請械我以見督師。」帥氣奪，斂眾去。明年三月，張獻忠自襄陽來犯，世淳寢食南城譙樓，曉夜固守，告急於巡撫宋一鶴。一鶴遣兵來援，為監司守承天者邀去。守月余，援絕力窮，賊急攻南城，而潛兵墮北城以入。世淳命子肇梁薶印廨後，勒馬巷戰，矢貫頤，耳鼻橫斷，墜馬，亂刃斫死。肇梁奔赴，且哭且罵，賊將殺之，呼州人告以薶印處，乃死。世淳妾趙、王及臧獲十八人皆死。後贈太仆少卿，建祠，以肇梁祔。
4. ↑  《古今圖書集成·明倫彙編·官常典·卷七百四十八·忠烈部名臣列傳四十三》：徐世淳 子肇梁……按《明外史忠義傳》：「世淳字中明，秀水人。父必達，字德夫，萬曆二十年進士……世淳，崇禎中由鄉舉授永嘉教諭，遷重慶推官、隨州知州。十三年冬蒞任。州嘗被賊破，居民蕭然。世淳知賊必復至，集士民誓關壯繆祠，要以死守。會歲大荒，士多就食粥廠，歎曰：「可使士以餒失禮乎？」分粟賑之，士皆感悅。潰兵過隨，洶洶索餉。世淳授兵登陴，而單騎入見帥，執其手曰：「軍食不供，有司罪也，殺我足矣。請械我以見督師。」帥氣奪，斂眾去。明年二月，張獻忠陷襄陽，三月遂來犯。世淳寢食南城譙樓，曉夜固守，告急於巡撫宋一鶴。一鶴遣兵援為監司守承天者邀去，援絕力窮。守月餘，賊急攻南城，而潛兵墮北城以入。世淳命子肇梁薶印廨後東牆下，勒馬巷戰，矢貫頤，耳鼻橫斷，墜馬為亂刃斫死。肇梁奔赴，且哭且罵。賊將殺之，疾呼州人，告以薶印處，乃死。世淳妾趙氏、王氏及臧獲十八人皆死。趙死尤烈。當事上其狀，贈太僕少卿，建祠以肇梁祔。隨自十年正月被陷，知州王燾殉難。及是再陷，至七月復陷，判官余塙死焉。三陷之後，城中幾無孑遺，閭井為墟。
5. ↑  同治《隨州志·卷二十一·名宦》：徐世淳，字中明，秀水人，崇正中舉人。十三年冬厯隨州知州，州嘗被賊，居民蕭然。世淳知賊必復至，集士民誓以死守。會歲大荒，士多就食粥廠，嘆曰：「可使士以餒失禮乎？」分粟振之。潰兵過隨索餉，世淳授兵登陴，而單騎入見軍帥曰：「軍食不供，有司罪也。殺我足矣，請械我以見督師。」帥氣奪，斂眾去。明年三月，張獻忠自襄陽來犯，世淳寢食南城譙樓，曉夜固守，告急於巡撫宋一鶴。一鶴遣兵來援，為監司守承天者邀去。守月余，援絕力窮，賊急攻南城，而潛兵墮北城以入。世淳命子肇梁埋印廨後，勒馬巷戰，矢貫頤耳鼻橫斷，墜馬亂刃斫死。肇梁奔赴，且哭且罵，賊將殺之，呼州人告以埋印處乃死。世淳妾趙、王及臧獲十八人皆死。後贈太僕少卿，建祠以肇梁祔，國朝賜諡忠烈。 （《明史》）忠義傳
6. ↑  道光《嘉興府志·卷二十八·人物志》：徐世淳，字中明，必達子，萬厯戊午舉人，會試副榜，以教諭擢重慶府推官，崇禎十三年改隨州知州。張獻忠奔突襄鄧間，州嘗被陷，世淳知賊必復至，濬濠塹、拓羊馬牆為外郛，明年賊陷襄陽，悉眾壓境，世淳登陴固守，三使告急於郢巡道趙某趙不顧，巡撫宋一鶴發兵來援，趙又留勿遣，相持七晝夜，食盡援絕。城陷，世淳勒馬巷戰，賊脅之下，罵曰：「有死城州官，無下馬州官！」飛矢貫其頤，眼鼻橫斷，墜馬罵不絕口死；仲子肇梁抱父屍且哭且罵，賊併殺之。世淳先命肇梁埋印州廨，後臨死呼州人告以處，後掘地得之；世淳妾趙氏、王氏暨家屬十八人皆死賊驅，趙不出殺所抱幼女申姑，斷其八指，罵益厲死之，三日吳人石琳求得世淳尸殮之，趙與申姑抱不解，遂并棺殮；肇梁尸卒不得，長子肇森詣闕以聞，贈太僕少卿，賜祭葬，恩蔭建祠致祭，肇梁縣學生，贈國子助教祠，肇森歲貢生，以弟殉難讓其蔭於遺孤宏耀。初世淳罷公車，在京忽心動七畫夜，馳歸適父病革，侍湯藥浹旬，沒遺產悉讓弟姪，孝悌忠烈萃於一門，著有《易說春秋會編》，國朝乾隆四十一年賜諡烈愍。
7. ↑  乾隆《嘉興徐氏族譜·卷九》：〈原任湖廣德安府隨州知州今贈太僕寺少卿徐世淳并贈恭人戴氏誥命〉一道 准給未領 諭祭文：崇禎十七年二月初二日……公以萬厯戊午浙江鄉試中式第九十二名，時年三十四歲，辛未會試中副榜，謁選署嚴州府建德縣教諭，丁父憂不赴，崇禎甲戌服除，補溫州府永嘉縣教諭，丁丑改《易經》會試下第，三月陞四川重慶府推官，十月赴任；己卯充本省同考官，得士七人、副榜三人，督撫皆特薦，庚辰二月陞湖廣德安府隨州知州，十月赴任，十四年辛巳四月殉難，年五十四歳……
8. 1 2 3  龚延明主编. . 宁波: 宁波出版社. 2016. ISBN 978-7-5526-2320-8. 《天一閣藏明代科舉錄選刊.登科錄》之《萬曆二十年壬辰科殿試金榜》
9. 1 2 3 4 5 6  乾隆《嘉興徐氏族譜·卷二》：七世 瓚 字廷器，號竹溪 居西成字圩，由府吏仕至廣東潮州府海陽縣闢望司巡檢，崇祀鄉賢…… 配戚氏 ……子一，鏜…… 八世 鏜 字大聲，號五楓 居西成字圩，累贈通議大夫、應天府府尹…… 配方氏 德化二都方旭女，累贈淑人……子三，長學周、次學孔、次學曾 九世 學周 字尚文，號翼所 居西成字圩，徙秀水縣報忠坊蓮花橋，由嘉靖甲子舉人仕至廣東雷州府同知，鄉飲大賓，累贈通議大夫、應天府府尹，崇祀鄉賢。生嘉靖八年己丑九月二十七日，卒萬厯四十一年癸丑四月初四日，享年八十五，葬秀水思賢三十二都鉗無居字圩百花庄 配潘氏 本都潘昂女，累贈淑人……子二，長行遠，次必達…… 十世……必達 字德夫，號元仗 居蓮花橋，萬厯壬辰進士，仕至南京兵部左侍郎，贈資善大夫、兵部尚書。生嘉靖四十一年壬戌六月二十八日，卒崇禎四年辛未五月十九日，享年七十，葬嘉興縣感七都西辰字圩樂道橋塋 配陳氏 海鹽知府陳所學女，累贈淑人……子二，長世淳，次世濂 側室張氏 秀水殳家港張文女，子二，長世濬出為可進後，次世㳂 側室陳氏 揚州府江都縣陳行止女……子二，世澂、世湰，女一，適海鹽朱知州學忠子庠生遹成 側室王氏 海鹽黃道湖王鑾女……子一，世湜，女一，適施布政爾志子庠生博 側室厲氏 嘉興縣民厲賢女……子一，世淯